# Lista kraterów uderzeniowych w Afryce
Lista kraterów uderzeniowych w Afryce. Zestawienie obejmuje wszystkie potwierdzone struktury pochodzenia impaktowego w Afryce wymienione w bazie Earth Impact Database według stanu na dzień 1 września 2016. 
Większość kraterów w Afryce jest położona na Saharze, gdzie tempo erozji jest niewielkie, oraz w obrębie starej tarczy kontynentalnej, tarczy Kalahari, gdzie zapis zjawisk geologicznych jest najdłuższy. Afryka Równikowa jest pod względem geologicznym słabo poznana i może ukrywać jeszcze inne, nieznane struktury impaktowe.

## Potwierdzone kratery uderzeniowe
| Nazwa        | Położenie                                          | Średnica (km) | Wiek (miliony lat) | Współrzędne geograficzne             |
| ------------ | -------------------------------------------------- | ------------- | ------------------ | ------------------------------------ |
| Vredefort¹   | Wolne Państwo, Południowa Afryka                   | 160           | 2023 ± 4           | 27°00′S 27°30′E/-27,000000 27,500000 |
| Morokweng    | Pustynia Kalahari, Południowa Afryka               | 70            | 145,0 ± 0,8        | 26°28′S 23°32′E/-26,466667 23,533333 |
| Oasis        | Gmina Al-Kufra, Libia                              | 18            | <120               | 24°35′N 24°24′E/24,583333 24,400000  |
| Luizi        | Katanga, Demokratyczna Republika Konga             | 17            | <573               | 10°10′S 28°00′E/-10,166667 28,000000 |
| Gweni-Fada   | Region Ennedi, Czad                                | 14            | <345               | 17°25′N 21°45′E/17,416667 21,750000  |
| Aorounga     | Region Borku, Czad                                 | 12,6          | <345               | 19°06′N 19°15′E/19,100000 19,250000  |
| Bosumtwi     | Ghana                                              | 10,5          | 1,07               | 6°30′N 1°25′W/6,500000 -1,416667     |
| Tin Bider    | Prowincja Tamanrasset, Algieria                    | 6             | <70                | 27°36′N 5°07′E/27,600000 5,116667    |
| Kgagodi      | Dystrykt Central, Botswana                         | 3,5           | <180               | 22°29′S 27°35′E/-22,483333 27,583333 |
| Warkziz      | Prowincja Tinduf, Algieria                         | 3,5           | <70                | 29°00′N 7°33′W/29,000000 -7,550000   |
| Agoudal      | Maroko                                             | 3             | 0,105 ± 0,040      | 31°59′N 5°30′W/31,983333 -5,500000   |
| Roter Kamm   | Region !Karas, Namibia                             | 2,5           | 3,7 ± 0,3          | 27°46′S 16°18′E/-27,766667 16,300000 |
| Struktura BP | Gmina Al-Kufra, Libia                              | 2             | <120               | 25°19′N 24°20′E/25,316667 24,333333  |
| Tenoumer     | Tiris Zammur, Mauretania                           | 1,9           | 0,0214 ± 0,0097    | 22°55′N 10°24′W/22,916667 -10,400000 |
| Talamzan     | Prowincja Tamanrasset, Algieria                    | 1,75          | <3                 | 33°19′N 4°02′E/33,316667 4,033333    |
| Tswaing      | Gauteng, Południowa Afryka                         | 1,13          | 0,220 ± 0,052      | 25°24′S 28°05′E/-25,400000 28,083333 |
| Kalkkop      | Prowincja Przylądkowa Wschodnia, Południowa Afryka | 0,64          | 0,25 ± 0,05        | 32°43′S 24°26′E/-32,716667 24,433333 |
| Amkid        | Prowincja Tamanrasset, Algieria                    | 0,45          | <0,1               | 26°05′N 4°23′E/26,083333 4,383333    |
| Aouelloul    | Region Adrar, Mauretania                           | 0,39          | 3,0 ± 0,3          | 20°15′N 12°41′W/20,250000 -12,683333 |
| Kamil        | Nowa Dolina, Egipt                                 | 0,045         | ?                  | 22°01′N 26°05′E/22,016667 26,083333  |

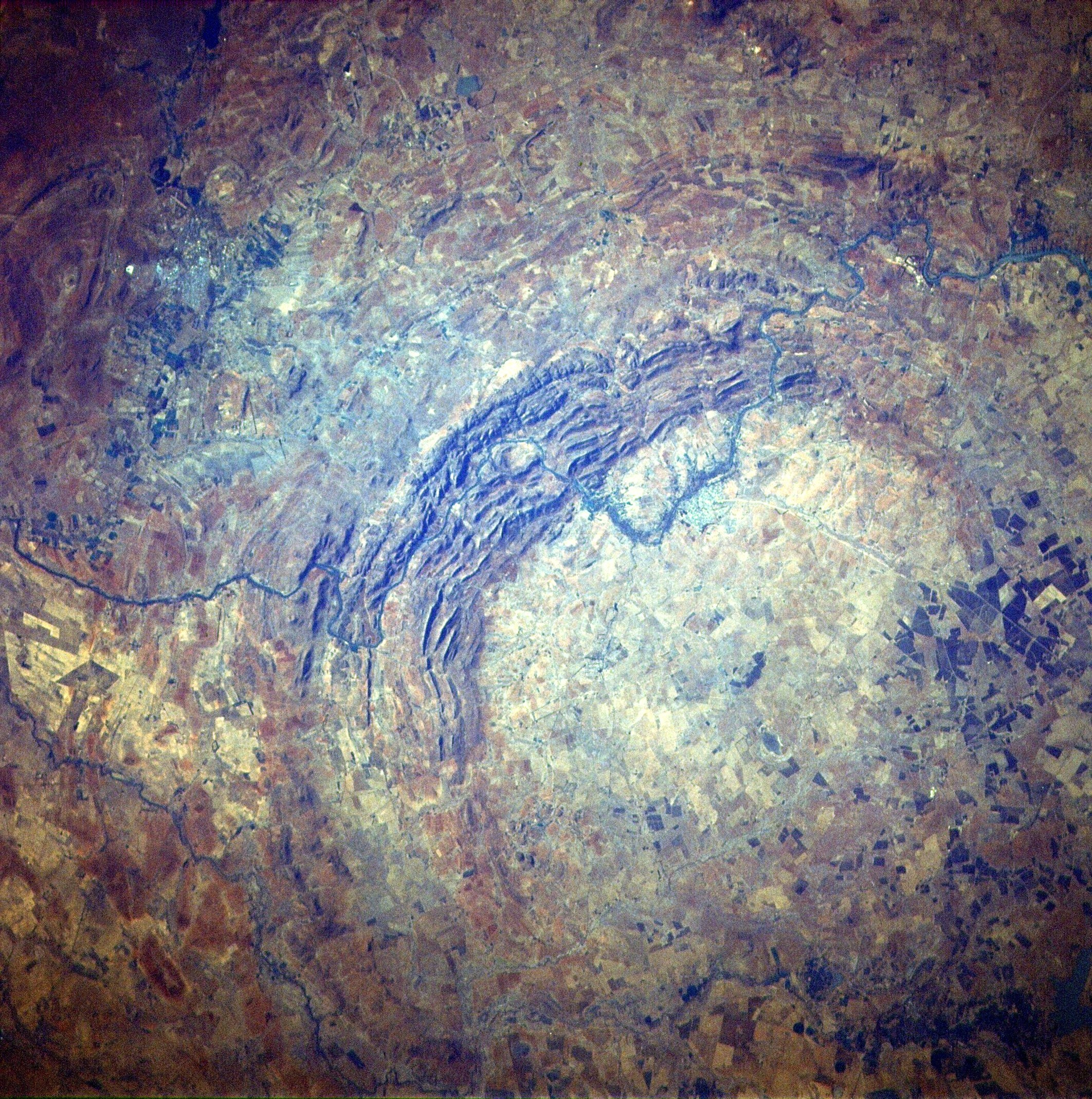
Pozostałość krateru Vredefort, widziana z promu kosmicznego

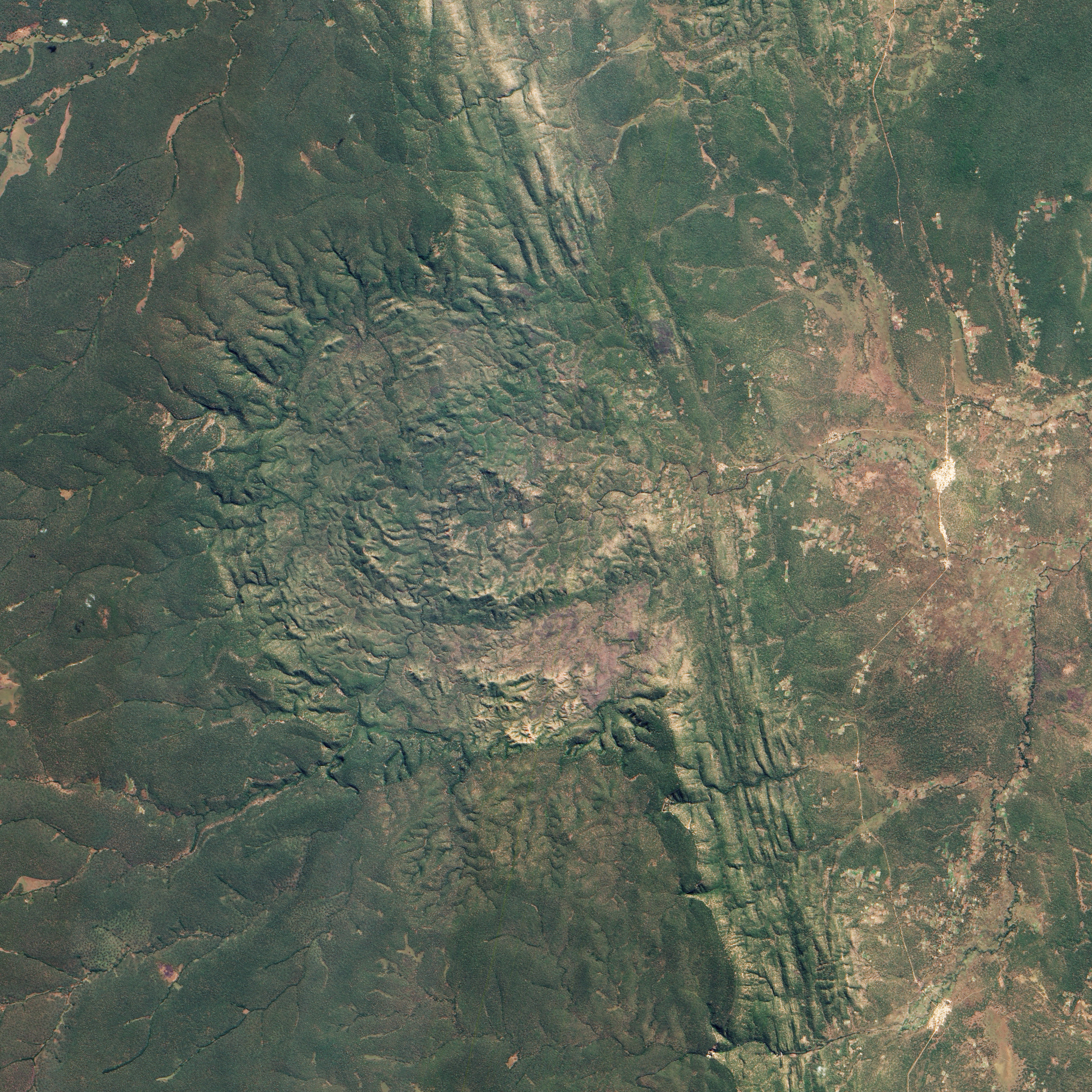
Zdjęcie satelitarne krateru Luizi

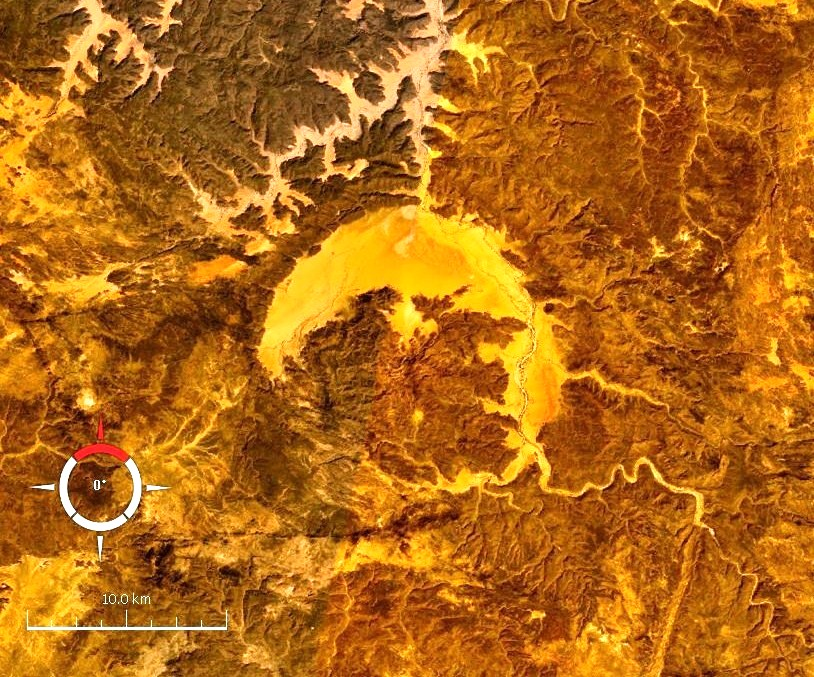
Krater Gweni-Fada, położony na pustyni

¹ Podana średnica jest najlepszym obecnym oszacowaniem średnicy mierzonej od krawędzi do krawędzi krateru i nie obejmuje strefy całkowitych zniszczeń na zewnątrz krateru. W literaturze często można znaleźć inne wartości, wynikające z przyjęcia innej definicji, np. z uwzględnienia zewnętrznego pierścienia struktury wielopierścieniowej.

## Domniemane kratery uderzeniowe
Struktury, które są podejrzewane o pochodzenie meteorytowe, ale nie ma co do tego zgody w środowisku naukowym.
| Nazwa  | Położenie     | Średnica (km) | Wiek (miliony lat) | Współrzędne geograficzne            |
| ------ | ------------- | ------------- | ------------------ | ----------------------------------- |
| Kabira | Libia i Egipt | 31            | ?                  | 24°40′N 24°58′E/24,666667 24,966667 |